# Cuts Like a Knife
Cuts Like a Knife – wydany w 1983 roku trzeci studyjny album kanadyjskiego artysty rockowego Bryana Adamsa.

## Lista utworów
Wszystkie utwory napisane przez Bryana Adamsa i Jima Vallance (poza utworami z wymienionym innym autorem).
| Nr | Tytuł                                              | Czas |
| -- | -------------------------------------------------- | ---- |
| 1  | The Only One                                       | 3:16 |
| 2  | Take Me Back                                       | 4:41 |
| 3  | This Time                                          | 3:20 |
| 4  | Straight From The Heart (Adams, Eric Kagna)        | 3:31 |
| 5  | Cuts Like A Knife                                  | 5:17 |
| 6  | I'm Ready                                          | 3:58 |
| 7  | It's Gonna Be Me                                   | 3:40 |
| 8  | Don't Leave Me Lonely (Adams, Vallance, Eric Carr) | 2:58 |
| 9  | Let Him Know                                       | 3:11 |
| 10 | The Best Was Yet to Come                           | 3:04 |